# Etie van Rees
Eelcoline Adrienne „Etie“ van Rees (* 15. Mai 1890 in Buitenzorg; † 14. November 1973 in Aerdenhout) war eine niederländische Malerin, Zeichnerin und Keramikerin.

## Leben
Etie van Rees wurde in Niederländisch-Ostindien (heute Indonesien) als Tochter von Daniel François Willem van Rees (1863–1934) und Eelcoline Pruijs van der Hoeven (1867–1947) geboren. Väterlicherseits war sie eine Enkelin des Generalgouverneurs Otto van Rees. Zur weiteren Ausbildung schickten ihre Eltern sie nach Europa, wo sie Schulen in Den Haag und Lausanne besuchte. In Den Haag nahm sie mehrere Monate Unterricht bei dem Künstler Bernard Schregel (1870–1956). Zurück in Buitenzorg (heutiger Name: Bogor) drängten ihre Eltern auf eine standesgemäße Heirat. Im Jahr 1911 heiratete Etie van Rees den schottischen Geschäftsmann Neil Mac Neill, mit dem sie vier Kinder hatte. Die Ehe hielt nicht und nach dem Ersten Weltkrieg ließ sie sich mit ihren Kindern 1919 in den Niederlanden nieder. In der Jagerslaan in Wassenaar ließ sie die Villa „Het Spreeuwennest“ erbauen. Als ihre Nichte Nel van Genderen Stort ein paar Jahre später bei ihr einzog und sich um den Haushalt kümmerte, konnte Etie van Rees sich ganz der Kunst widmen. Als die Kinder auszogen, wurde die Villa verkauft und sie zog mit ihrer Nichte in die Van Boetzelaerlaan in Den Haag. Sie behielt aber einen Teil des Grundstücks von „Het Spreeuwennest“ und ließ darauf ein kleines Haus mit Atelier errichten, das sie „De Hut“ nannte. 1938 besuchte noch einmal Java. Während des Zweiten Weltkrieges verbrachten sie und ihre Nichte mehrere Jahre in der Veluwe, bevor sie nach Den Haag zurückkehrten. 1965 zog Etie van Rees mit einer Freundin nach Aerdenhout in der Gemeinde Bloemendaal, wo sie bis zu ihrem Tod künstlerisch arbeitete.

## Werk
Zu Etie van Rees′ Werk gehörten Grafiken als Ätztechnik, Holzschnitt und Lithographie, außerdem Illustrationen, Gemälde und Zeichnungen in Aquarell, Kohle, Kreide und Pastell. Ab den 1950er Jahren schuf sie hauptsächlich gegenständliche Keramiken aus Steingut, rotem Ton und Terrakotta, vor allem handgeformte Tierfiguren. Themen ihrer figurativen Arbeiten entstammten der indischen Mythologie und biblischen Motiven, aber sie schuf auch Tierfiguren und Landschaftsbilder. 1946 schrieb und illustrierte sie das Kinderbuch „De Nachtmannetjes“ das bei W. van Hoeve veröffentlicht wurde.
Während sie mit ihren Zeichnungen und Gemälden weitgehend unbekannt geblieben war, erreichten ihre Keramikfiguren große Aufmerksamkeit. Die ersten Tierfiguren fertigte sie 1952 aus Modelliermasse, die sie dann mit erdfarbenen und mattweißen Ölfarben bemalte. Danach schaffte sie einen Brennofen und Glasuren an und brannte ihre Werke. Die Dekorationen und Muster, mit denen sie ihre fantasievollen Objekte verzierte, stammen teilweise aus der javanischen Kultur. Bei einer internationalen Keramikausstellung in Ostende gewann sie 1959 eine Goldmedaille.
Etie van Rees war Mitglied im Pulchri Studio in Den Haag, ab 1925 im Nederlandsche Kunstkring und im Verein zur Förderung der grafischen Künste De Grafische ab 1940. Werke von Etie van Rees befinden sich in den Sammlungen des Museum Boijmans Van Beuningen, des Kröller-Müller Museums und des Rijksmuseum Amsterdam.

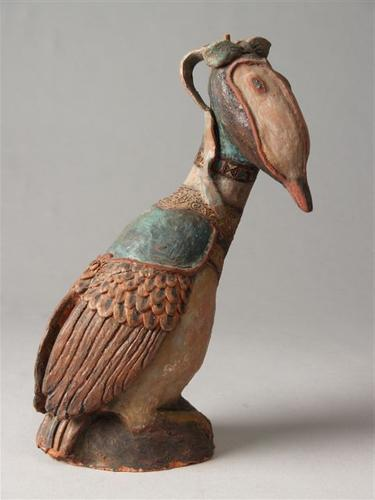
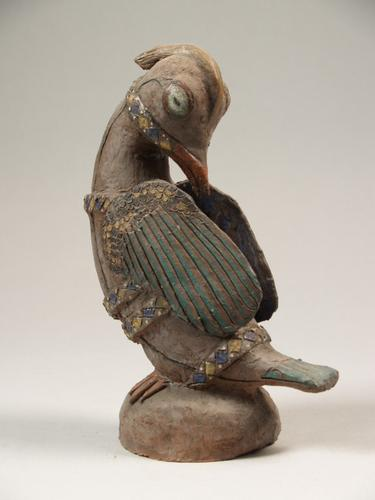
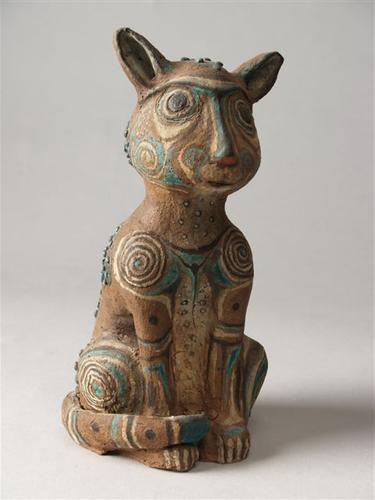
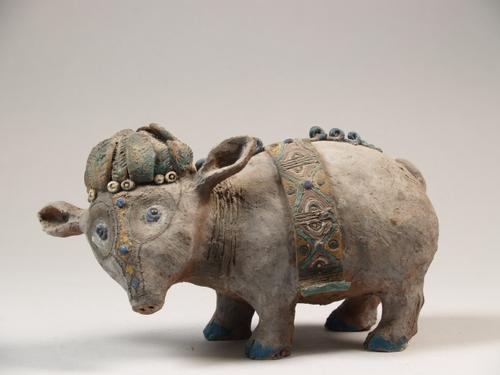
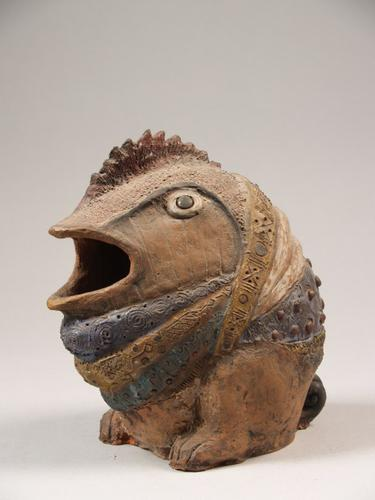
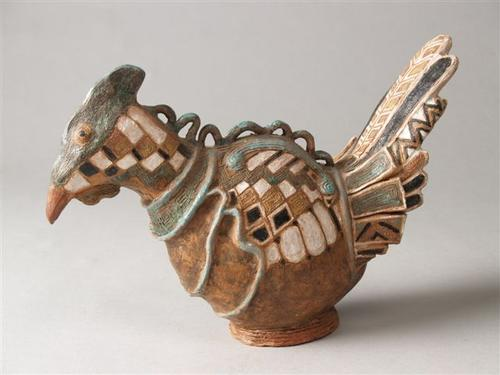
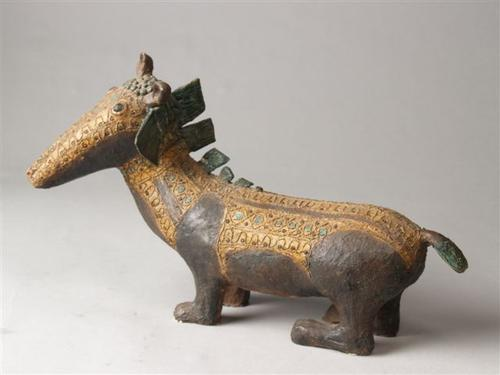

### Ausstellungen (Auswahl)
- 1990: Het louche malipaard. Retrospektive, Princessehof, Leeuwarden[3]
- 1974: Gedenkausstellung, Galerie Het Kapelhuis, Amersfoort
- 1964: Etie van Rees. Museum Boijmans Van Beuningen, Rotterdam; Museum Arnhem; Museum voor Stad en Lande, Groningen; Kunstmuseum Den Haag
- 1964: Tussen mens en dier (Zwischen Mensch und Tier. Keramik von Etie van Rees). Museum Boijmans Van Beuningen, Rotterdam
- 1960: Nederlanse keramiek. De Waag, Nijmegen
- 1959: Internationale Keramikausstellung, Ostende
- 1956: Contour onzer Beeldende Kunst. Museum Het Prinsenhof, Delft
- 1954: Contour onzer beeldende kunst 1954. Museum Het Prinsenhof, Delft
- 1951: Britse en Nederlandse vrouwen exposeren. Museum Fodor, Amsterdam
- 1950: De Nederlandse Grafiek der 20e eeuw. Stedelijke Kunstsalon Antwerpen
- 1949: Haagse Kunstenaars, Kunstmuseum Den Haag
- 1941: de Grafische, Stedelijk Museum Amsterdam
- 1940: de Grafische, Stedelijk Museum Amsterdam
- 1939: Onze kunst van heden. Rijksmuseum Amsterdam
- 1938: De Grafische, Stedelijk Museum Amsterdam
- 1925: Nederlandsche Kunstkring, Stedelijk Museum Amsterdam[2]